# Zagloba bicolor
Zagloba bicolor är en skalbaggsart som beskrevs av Thomas Casey 1899. Zagloba bicolor ingår i släktet Zagloba och familjen nyckelpigor. Inga underarter finns listade i Catalogue of Life.